# 3-甲基噻吩
3-甲基噻吩是一种有机硫化合物，结构简式CH3C4H3S，常温常压下为无色可燃液体，可由2-甲基丁二酸通过硫化合成。